# Брадаманта

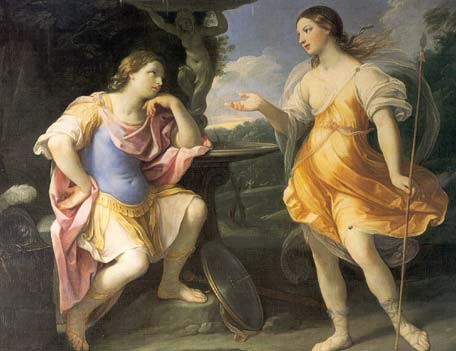
«Брадаманта и Флодеспина», картина Гвидо Рени

Брадама́нта — женщина-рыцарь, персонаж итальянского эпоса, поэм Маттео Боярдо и Лодовико Ариосто, а также романа Итало Кальвино.

## Эпос
Согласно итальянской эпической традиции — внебрачная дочь Амона, сестра Ринальда.

## Феррара
Поэмы Боярдо и Ариосто были написаны по заказу правящей в Ферраре династии герцогов д'Эсте. Они включают династическую этиологию: основателями дома д’Эсте являются в них Руджьер и Брадаманта.

## «Влюблённый Роланд»
Во «Влюбленном Роланде» дается завязка её романа с Руджьером; влюбленные однако вынуждены вскоре расстаться, теперь Брадаманта устремляется на поиски возлюбленного.
В конце поэмы Брадаманта засыпает на берегу ручья, её видит Флордеспина, дочь Марсилия, принимает за рыцаря и пленяется её красотой.

## «Неистовый Роланд»
В «Неистовом Роланде» Брадаманта в поисках Руджьера встречает Пинабеля, который замышляет на неё зло и сбрасывает её в горную пещеру. Пинабель отъезжает, а Брадаманта попадает в пещеру Мерлина. Её встречает Мелисса; Мерлин возвещает Брадаманте и Руджьеру стать родоначальниками Эсте, перед Брадамантой проходят духи её потомков от Руджьера до Альфонса с его братьями-заговорщиками. Мелисса выводит Брадаманту на дорогу и учит её, как добыть волшебный перстень Брунеля. Брадаманта встречается с Брунелем. Брадаманта видит пролетающего Атланта и собирается с Брунелем против него. Они подъезжают к замку. Брадаманта отнимает перстень у Брунеля, бьется с колдуном и побеждает его. Но Атлант любит Руджьера, он заманивает его на гиппогрифа, и тот уносит его на запад. Брадаманта попадает в плен к Атланту.
Освобождённая Астольфом, она вместе с Руджьером едет спасать Рикардета. Они подъезжают к замку Пинабеля, Брадаманта преследует его и убивает. Брадаманта ночует в лесу. Утром она встречает Астольфа, который оставляет ей коня и оружие, а сам улетает на гиппогрифе. Брадаманта приезжает в свой Монтальбан. Там она скучает по Руджьеру, ревнует его к Марфизе и наконец едет его искать. Встречает Флорделизу и за нею едет к Родомонтову мосту, побивает Родомонта. Брадаманта с Флорделизою едут в Арль, и Брадаманта посылает вызов Руджьеру. Она побивает Серпентина, Грандония и Феррагуса.
Марфиза первой выезжает на Брадаманту и трижды побита. Брадаманта ищет боя с Руджьером. Они сходятся у Атлантовой гробницы. Марфиза вновь схватывается с Брадамантой, а потом с разнимающим Руджьером. Атлант из гробницы открывает, что Руджьер и Марфиза брат и сестра.
Тем временем отец Брадаманты, Амон, просватал её за греческого принца Леона и противится её браку с Руджьером. Брадаманта просится выйти за того, кто не сможет её победить.